# Bolitoglossa riletti
Bolitoglossa riletti là một loài kỳ giông thuộc họ Plethodontidae.
Đây là loài đặc hữu của México.
Môi trường sống tự nhiên của chúng là rừng khô nhiệt đới hoặc cận nhiệt đới, vùng núi ẩm nhiệt đới hoặc cận nhiệt đới, các đồn điền, và vườn nông thôn.
Chúng hiện đang bị đe dọa vì mất môi trường sống.